# Enrico Ferri

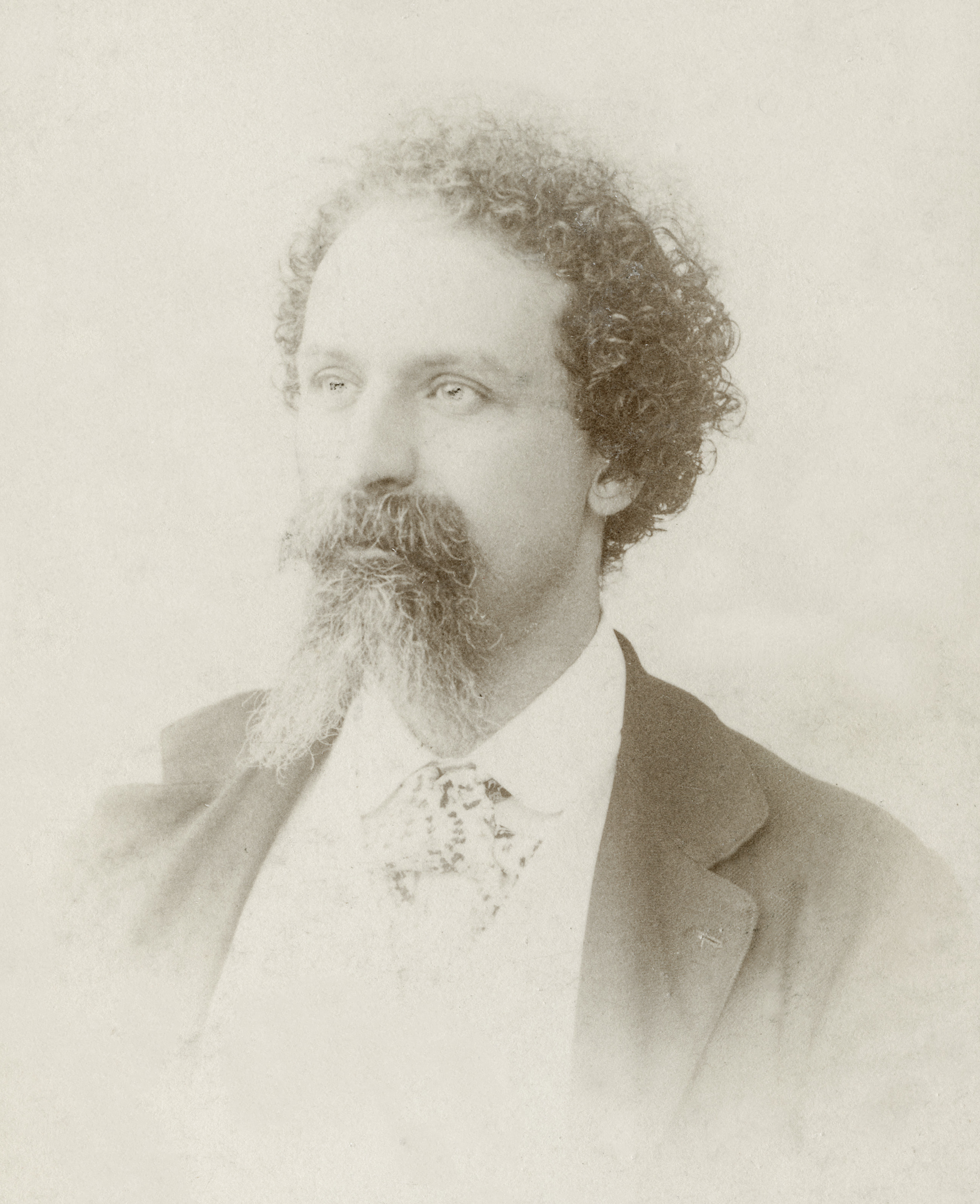

Enrico Ferri (25 februari 1856 - 12 april 1929) was een Italiaans criminoloog. Hij maakte, net als Cesare Lombroso en Rafaele Garofalo, deel uit van de antropologische school.
Ferri was een student van Lombroso en hij heeft diens leer aangepast en minder eenzijdig gemaakt. Ferri hield zich net als Lombroso bezig met de vraag wat mensen aanzet tot het plegen van crimineel gedrag. Zowel Lombroso als Ferri zochten naar wat een crimineel van een niet-crimineel onderscheidt. Lombroso was ervan overtuigd dat misdadigers antropologisch bekeken een aparte mensensoort waren. Misdadigers waren volgens hem bovendien herkenbaar aan bepaalde uiterlijke kenmerken. Ferri had een andere opvatting. Volgens hem was ieder misdrijf het gevolg van individuele, fysieke en sociale factoren.

## Bibliografie

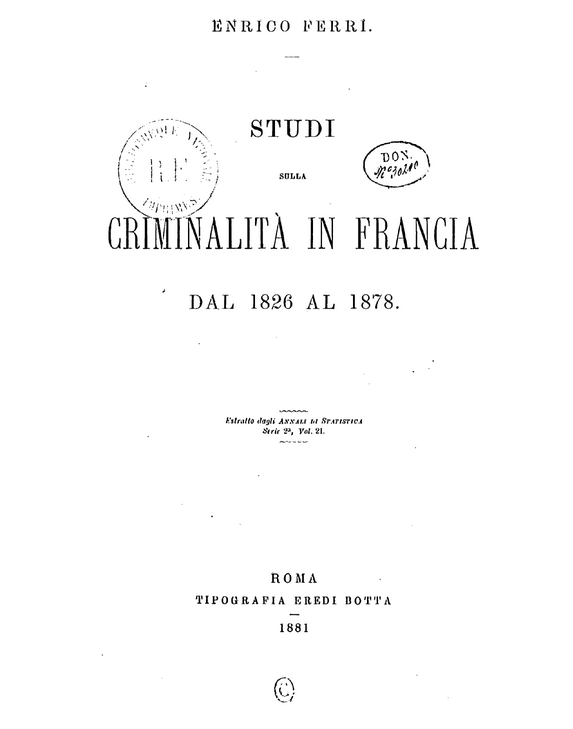
Studi dalla criminalità in Francia dal 1826 al 1878, 1881
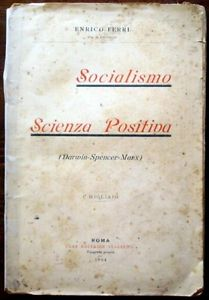
Socialismo e scienza positiva, 1894
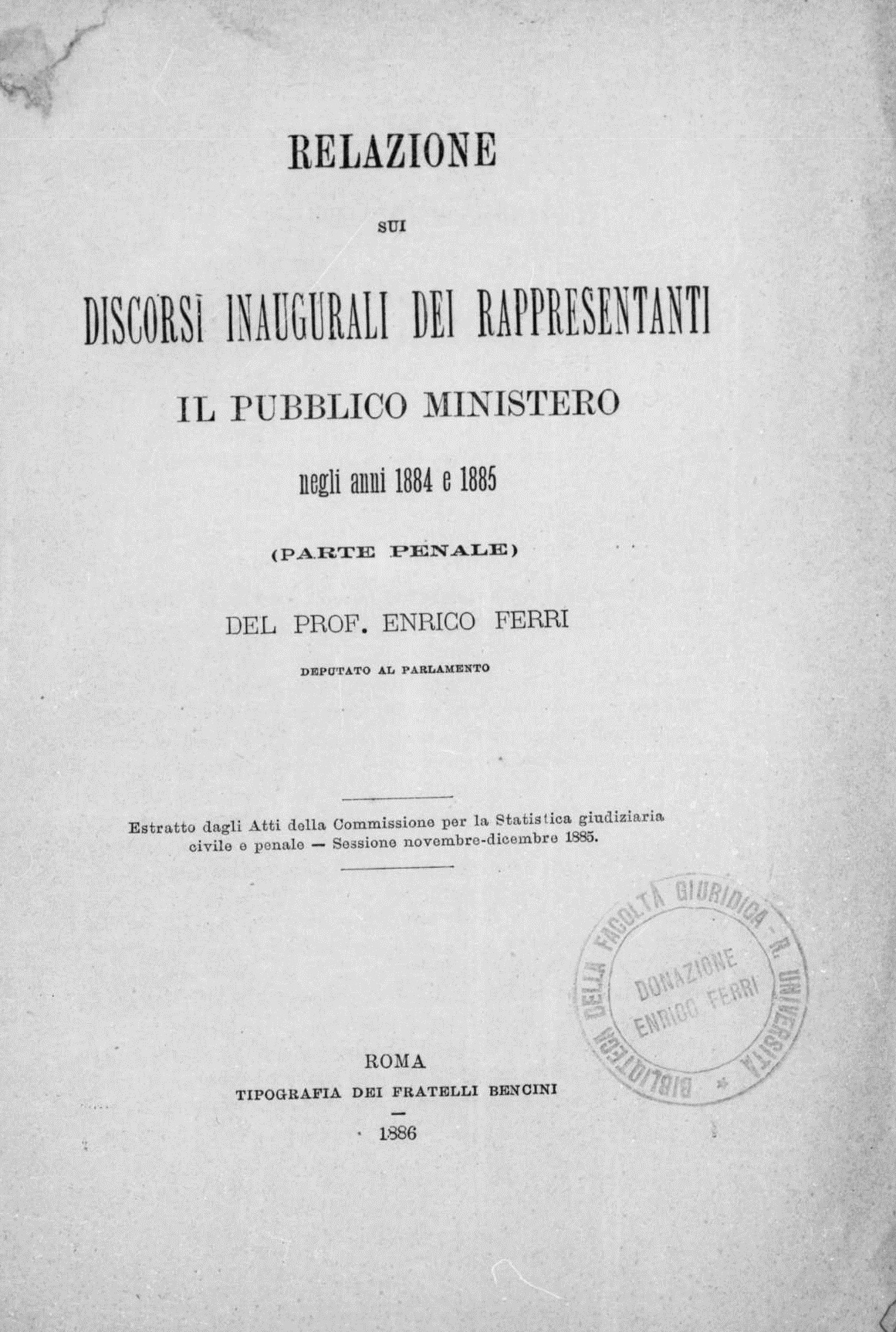
Relazione sui discorsi inaugurali dei rappresentanti il pubblico ministero negli anni 1884 e 1885, 1886
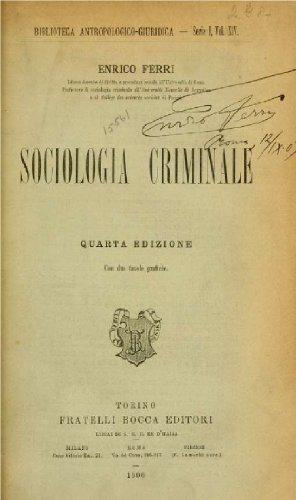
Sociologia criminale, 4e edition, 1906